# Vatica maritima
Vatica maritima är en tvåhjärtbladig växtart som beskrevs av V. Slooten. Vatica maritima ingår i släktet Vatica och familjen Dipterocarpaceae. Inga underarter finns listade i Catalogue of Life.